# 海尔生物
青岛海尔生物医疗股份有限公司（上交所：688139，简称：海尔生物，曾用名：青岛海尔特种电器有限公司、青岛海尔医用低温科技有限公司），是海尔集团所属的企业，主要经营生物医疗低温存储设备的生产、销售、研发等业务。
2018年10月，该公司曾筹划在香港联交所上市，但随后转投上海证券交易所科创板。2019年10月25日，该公司在上交所挂牌上市，成为青岛市首间挂牌上交所科创板的公司。